# Андис (Њујорк)
Андис (енгл. Andes) насељено је место без административног статуса у америчкој савезној држави Њујорк.

## Демографија
По попису из 2010. године број становника је 252, што је 37 (-12,8%) становника мање него 2000. године.
| Група             | 2000.       | 2010.       |
| Белци             | 274 (94,8%) | 230 (91,3%) |
| Афроамериканци    | 2 (0,7%)    | 2 (0,8%)    |
| Азијати           | 1 (0,3%)    | 2 (0,8%)    |
| Хиспаноамериканци | 9 (3,1%)    | 15 (6,0%)   |
| Укупно            | 289         | 252         |